# Martin Hvastija
Martin Hvastija (Ljubljana, 30 de novembre de 1969) fou un ciclista eslovè, professional des del 1997 fins al 2005.

## Palmarès
- 1997
  - 1r al Gran Premi Kranj
  - Vencedor de 3 etapes al Circuito Montañés
- 1998
  - Vencedor d'una etapa al Gran Premi Kranj
- 2000
  - 1r al Poreč Trophy 4
- 2001
  - 1r a l'Omloop van de Vlaamse Scheldeboorden
  - Vencedor d'una etapa a la Volta a Andalusia
- 2004
  - Vencedor d'una etapa a la Cursa de la Pau
- 2005
  - 1r al Gran Premi Kranj

### Resultats al Giro d'Itàlia
- 1997. 59è de la classificació general
- 1998. 88è de la classificació general
- 1999. 75è de la classificació general
- 2001. 105è de la classificació general
- 2003. Abandona (18a etapa)

### Resultats a la Volta a Espanya
- 1996. 99è de la classificació general
- 1997. 110è de la classificació general
- 1998. Abandona
- 2000. 114è de la classificació general
- 2001. Abandona (10a etapa)
- 2004. Abandona (9a etapa)

### Resultats al Tour de França
- 2002. 128è de la classificació general
- 2002. No surt (9a etapa)